# Ашот Сюни
Ашот Сюни (арм. Աշոտ Սյունի) — сюзерен Сюника около 892—909 годы.

## Биография
«...Меж тем умер и был положен в гробницу предков своих Васак, ишхан Сисакана, ласкательно прозывавшийся Ишханик, который вел свою жизнь по пути, близкому богу и благочестивому. И тогда после него унаследовал то княжество его брат Ашот, такой же кроткий и миролюбивый, набожный и богобоязненный, все совершенно определивший на благоустроение своего отчего владения.»
Из династии Сюни, брат и преемник Васака Ишханика. В 891 году участвовал в коронации царя Армении Смбата I. В 895—906 годы вместе с князями Григором Супаном II и Дзагиком строил церковь Татева. Имел 4 сыновей — Смбат, Саак, Васак и Бабкен. Примерно 909 года сюзеренство перешло сыну Смбату. Внук Смбат, сын Саака, позже стал царем Сюника. Похоронен в Татеве.
Умер около 909 году: «В том году почили [во Христе] великий hайрапет армянский Георг и князь Сюника Ашот ... все это было только началом тех мук и страданий, которые скоро постигли армян.» — пишет Мовсес Каганкатваци.